# 出前一丁
出前一丁（でまえいっちょう）は、日清食品が1968年に販売を開始したインスタントラーメンの銘柄で、親会社日清食品ホールディングスの登録商標（登録番号第847788号他）。

## 概要
オーソドックスな醤油味のスープに、香りの良いごまラー油を付けて販売を始めたのが特徴。オリジナルの日本のほか、香港や上海、台湾などでも著名なブランドとなっている。
日本国内と日本国外とでは生産している味のタイプが異なり、現在は日本国外の方が多くの種類を揃えている。日本ではしょうゆ味（全国）とゴマとんこつ味（中国・四国・九州限定）の袋麺と、丼型のカップ麺（しょうゆ味。全国）及び「出前家族の煮込みめん」（ノンフライ麺。しょうゆ味・みそ味・トマト味。中京・富山県以西の西日本限定）の3タイプとなっている。また、袋麺と同じしょうゆ味のチルド麺（生ラーメン）が近畿・中国・四国限定で日清食品チルドから発売されている。1995年からしばらく、東日本（静岡県・信越地方以東）ではごまラー油をねぎ香味油に替えてリニューアルした事があるが、現在は再びごまラー油に統一されている。また1970年代の一時期には、みそ味の「みそ味一丁」が発売されていた。この時のCMキャラクターはあおい輝彦。
1973年には、一社提供番組『ヤングおー!おー!』の当時のレギュラー「ザ・パンダ」（桂文珍、林家小染、月亭八方、桂きん枝）をCMに起用、CMでの台詞「それは日本の常識です!!」は流行語となった。
1976年、「がんばれ!!ロボコン」がCMキャラクターとして出演していた時期があった。
1991年には、カップ麺形式による「出前一丁どんぶり」が発売された。CMでは即席タイプ同様島倉千代子が出演した。
2011年6月20日に出前一丁の味を油そば風にアレンジしたカップ麺「からっ! 出前一丁まぜそば」が期間限定で発売された。同製品は出前一丁シリーズで初めて「太めん製法」を導入した。
2014年には出前一丁で初の焼そばタイプである「焼出前一丁」が期間限定で発売を開始した。
2015年には「日清のごはんシリーズ」のひとつとして「出前一丁 出前坊やのまかないチャーハン」が発売。また、同年7月6日発売の商品（袋麺・出前一丁どんぶり・焼出前一丁）から、ごまラー油に「ごま約1000粒分のセサミン」（10mg）が入り、これまでの出前一丁には無かった炒りごまが追加された。なお、2017年5月15日発売の「出前一丁 担々麺」（袋麺・ビッグカップ）には、１食あたりごま約2000粒分のセサミン（20mg）が入っている。
また、どんぶりには具材にワンタンが新たに加わった。

## マスコット
岡持（おかもち）を持つ少年「出前坊や」のイラストをパッケージに使用している。2004年までは岡持を左手で持っていたが、現在は右手に持ち替えている。出前坊やは、香港では広東語で「清仔」（チェンジャイ）と呼ばれている。
1993年から、出前坊やとその家族が登場するアニメCMが放送され、シリーズ化された。初期のアニメCMは出前坊やが劇画調に変身するシーンがあった。出前坊やの声優は女性が務めたが、劇画調（リアル風）に変身する際の声は古谷徹が担当した（せりふは『悪かったじょ〜』）。また、アニメCMシリーズには谷村新司や和田勉が登場するバージョンも製作され、声もそれぞれ本人が担当した。出前ファミリーのアニメCMシリーズは2009年現在も香港で新作（アニメは日本で製作）が放映されており、妖怪ウォッチとコラボレーションしたCMも。また、2008年には香港で出前坊やの着ぐるみが登場した実写CMが放映された。2014年には日本で約20年ぶりの新作アニメCMが放映された。新作CMの内容は出前坊やがイケメン男子に変身するというものであった。2015年7月の商品リニューアルでは実写による出前坊やの新作CMが放映された。出前坊や役は速水もこみちが演じている。
2019年、「ゴリラ一丁　スタミナガーリックニラそば野郎」の発売を機に出前ファミリーのアニメCMが復活。「スタミナガーリックニラそば野郎を食べた出前坊やがゴリラに変貌し巨大化して大暴れする」という内容で漫画家の漫☆画太郎も製作に参加しているほか、ひよこちゃんやともしげ（モグライダー）も一瞬であるが出演している。
出前ファミリー
括弧内は香港での呼び名。出前家各人の設定は石川浩司『イラスト図鑑インスタントラーメン』同文書院（1995） ISBN 4-8103-7242-1 のp92-93より引用。
- 出前坊や（清仔）

年齢は見た目8歳。終助詞（語尾）を「～じょ」と喋る癖がある。家業「出前屋」の配達を手伝う永遠の小学生。算数が苦手でよく釣り銭を間違えて殴られることは屡々。昭和43年（1968年）2月生まれ。
- 出前パパ（清爸）

年齢は見た目45歳。「出前屋」の主人。先代から受け継いだ"秘伝ごまラー油"を守り続ける。趣味は競馬、パチンコ。義理人情に厚いが、気が短く、すぐに手が出るのが難点。ちゃきちゃきの江戸っ子。
- 出前ママ（清媽）

年齢は見た目40歳。内職として風車を作っている。特技は「わざとらしい笑顔」。
- 出前ちゃん（清妹）

出前坊やの妹。年齢は見た目5歳。いつも「出前一丁」の入ったラーメン鉢を手離さない。特技は瞬間移動らしい。
- 出前ばあちゃん（清嫲）

出前パパの実母。年齢は見た目70歳。大正デモクラシー生まれ。無口だが笑顔を常に絶やさない。
- 出前じいちゃん（香港名不明）

出前パパの実父。故人。本名、出前胡麻辣油之進（でまえ・ごまらぁゆのしん）。出前屋の先代主人。

### 関連商品
漫画本
- かっとび!出前坊や[注 3]
- かっとび!出前坊や2

ドラマCD
- 出前一家のナゾ

ドラマ「出前一家のナゾ」と楽曲「抱きしめたいのは夢じゃない」を収録。
キャスト
- 出前坊や - 舟越圭祐
- 出前坊や・劇画調 - 古谷徹
- 出前パパ - 梶原善
- 出前ママ - 青木和代
- フーコ - 天地総子
- ナレーター・その他 - 佐久間なつみ

パチンコ
- CR出前一丁（2001年,サンセイアールアンドディ）
キャラクターに出前坊やを起用。食品のマスコットキャラクターをパチンコに起用するのは極めて異例。

## CM
「あ〜らよっ、出前一丁♪」のフレーズで知られるCMソングは「浪速のモーツァルト」といわれるキダ・タローが作曲。最初の歌唱者は声優の堀絢子である。また、大瀧詠一も1980年代前半に担当。このオリジナルCMソングのエンディングの部分はキダ作品のカヴァーである。
島倉千代子出演時は、島倉が歌う別のCMソングがあった。
別バージョンとして広島県など中国地方では、1990年代前半に地元プロ野球チーム・広島東洋カープの選手が出演するCMが放送されたことがある。
2015年のCMでは、速水もこみちがキャラクターの「出前坊や」に扮して実写化された。

## コラボ商品
- 湖池屋と日清食品とのコラボレーションで展開されている「日清食品×湖池屋 UNIQUE PROJECT」として、チキンラーメン・日清焼そばU.F.O.と共に「コイケヤ 出前一丁チップス」としてポテトチップスになっている。
- 2020年、『劇場版 鬼滅の刃 無限列車編』公開に際し、10月5日よりコラボキャンペーンとして、限定パッケージ版チキンラーメン・チキンラーメンの油そばと共に「鬼滅一丁」を発売。内容は通常の出前一丁と同じだが、フタには同作の登場人物である我妻善逸が出前坊やに扮したイラストが描かれている[3]。2021年7月26日に再度コラボされた際には、我妻善逸の他に煉獄杏寿郎、時透無一郎、甘露寺蜜璃のアニメ公式イラストがフタに掲載されている[4]。

## 過去に販売されていた商品
- 出前一丁 五目あんかけしょうゆ味
- 出前一丁 海鮮あんかけしお味
- 出前一丁 ごまみそ
- 出前一丁 とりしお
- 出前一丁 ごまとんこつ[5]
- 出前一丁 焼豚焼そば

## 海外における展開

### 香港
香港では1969年に日本から輸入する形で販売が開始された。そのため、パッケージは同じで、袋に書かれている商品名「出前一丁」を、広東語で「チョッチンヤッテン（Cheut1chin4yat1ding1）」、もしくは中国語で「チューチエンイーディン（Chūqiányīdīng）」と読んだ。漢字を使うが、通常は数詞・助数詞・名詞の順序となる中国語とは異なり、名詞（出前）・数詞（一）・助数詞（丁）の順のため、全く意味不明の語となっている。しかしそのまま定着し、現在も同じ商品名で現地生産されている。なお、強いて中国語（もしくは漢文）で理解しようとすると、「出る前に一切れ」（出ズル前ニ一（ひと）丁（き）レ）となる。
従来から、「海鮮味」や「牛肉味」など、日本の出前一丁よりも多くの味のバラエティーを揃えていた。現地生産化に伴い、最近はノンフライ麺の「出前一丁 中華生麺」やインスタントスープマカロニの「出前一丁 通心宝」といった、少しシリーズの幅を広げた製品での展開が行われ、ラインナップは頻繁に入れ替わっている。スープマカロニにもゴマラー油が付いているところが出前一丁らしい。2006年現在香港では袋麺だけで25種類が販売されており、読売新聞の報道によれば、香港の即席めん市場の約5割を占めているという。
香港の茶餐廳と呼ばれる喫茶レストランでは具入りのインスタントラーメンも食べられ、オプションで出前一丁を指定することができる場合が多い。その場合は割増料金がかかる。また、出前一丁の麺部分と他のスープやソース・食材を組み合わせたメニューも非常に多く、出前一丁という単独カテゴリーになっている事もある。こうしたケースでは料理名に出前一丁を示す「丁」の字が入り、他の麺は選べない。上質なブランドとして、少し高く売られていることを反映した現象である。
香港でのテレビCMは、前述の「出前ファミリー」のアニメCMが放送されている。

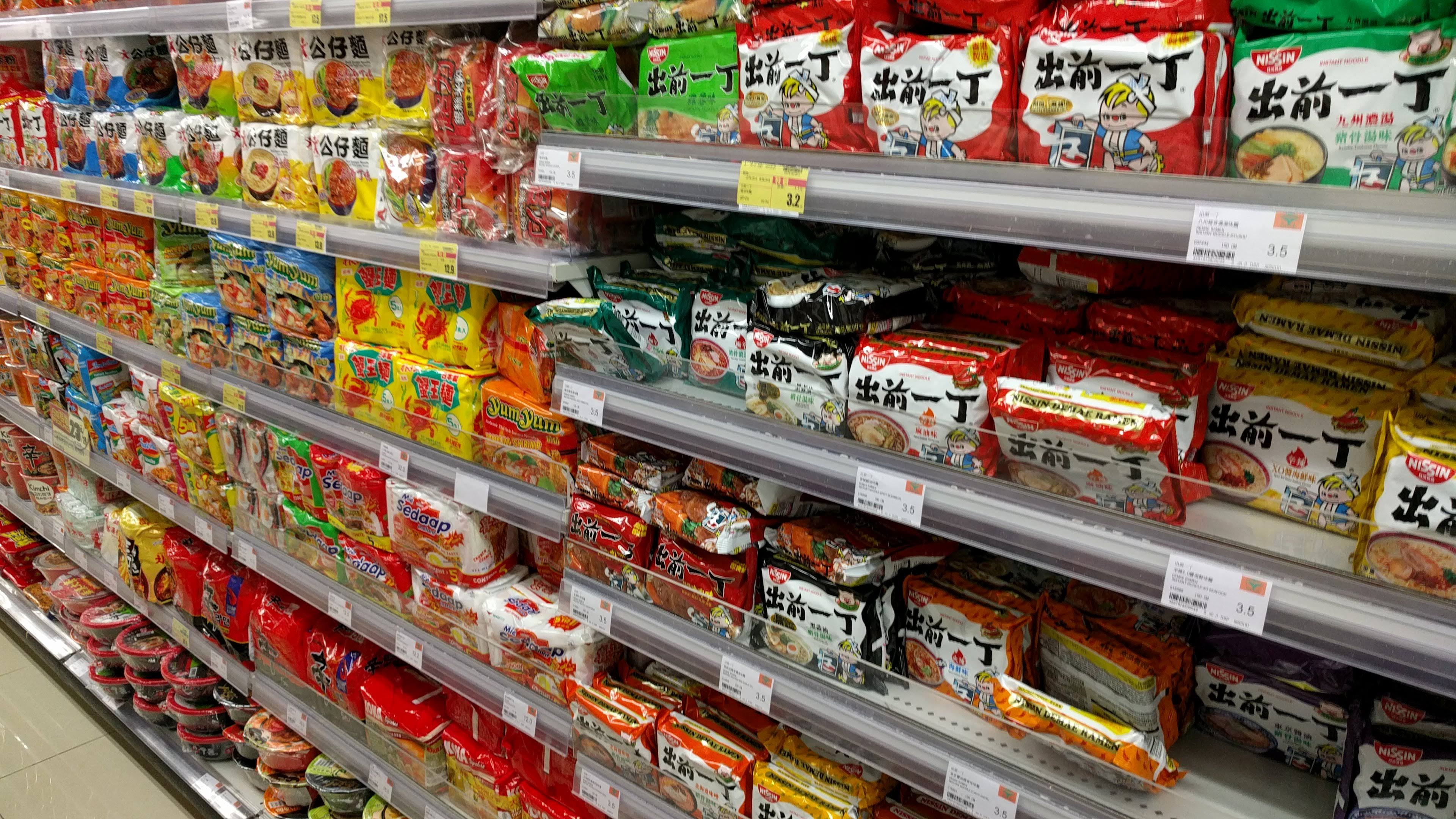
香港の隣、マカオのスーパーに陳列される出前一丁。香港同様に香港で製造されたものが販売されている。